# Las Mestas (Gijón)

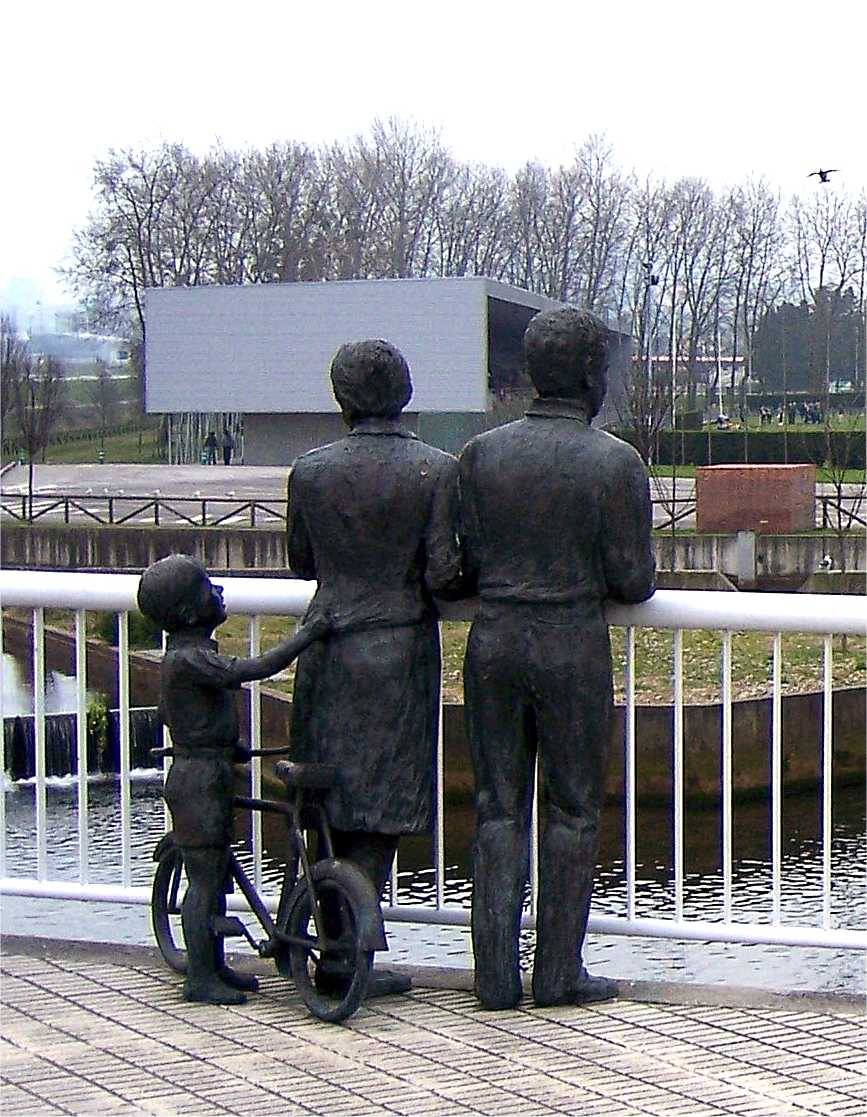
Parte de la composición "Sentimientos", de Manuel García Linares, formada por dos piezas, una familia compuesta por hombre, mujer y niño con bicicleta, en la foto; y, unos metros detrás, el tronco de un árbol hueco.

Las Mestas (oficialmente en asturiano Les Mestes) es uno de los barrios del Distrito Este del municipio de Gijón, Asturias (España). En 2018 tenía 3 552 habitantes. 

## Toponimia
Su nombre deriva de Mestas, que, según el DUE, son las aguas del punto de confluencia de dos o más corrientes, situación que sucede en este barrio, en el que confluyen las aguas de los ríos Piles y Peñafrancia.

## Ubicación y equipamientos
Limita al norte con la Carretera de Villaviciosa, donde empieza el barrio de El Bibio, al oeste con la calle Anselmo Solar, que lo separa de El Coto, al sur con las calles Quevedo, Poeta Ángel González y avenida de Albert Einstein, que son vías limítrofes con Viesques, y al este con la avenida Justo del Castillo, que lo separa con Somió. 
En el barrio se ubican las instalaciones deportivas del Complejo Deportivo Las Mestas y Real Grupo de Cultura Covadonga y los centros educativos del Colegio de la Asunción, Escuela Infantil El Bibio, el CP Clarín y la EEI Las Mestas.

## Historia
Barrio de baja densidad donde destacan unos chalets racionalistas y algunas urbanizaciones más modernas. En 1907 se funda el Colegio de la Asunción, en 1969 el RGCC se traslada a la margen izquierda del río Piles, que con sus ampliaciones ocupa gran parte del barrio. Esto más la inauguración del Complejo Deportivo Las Mestas en 1942 convierte al barrio en un núcleo del deporte gijonés. Además, la actual EEI Las Mestas es una remodelación en 1986 de la grada de un canódromo operativo de 1976 a 1980.
En Las Mestas se ubicó, durante la Segunda República Española, un campo de aviación que sirvió de base de operaciones de una escuadrilla de aviones soviéticos Polikárpov, apodados "chatos" por su forma,  que estaban al cargo del general Gorev.

## Galería

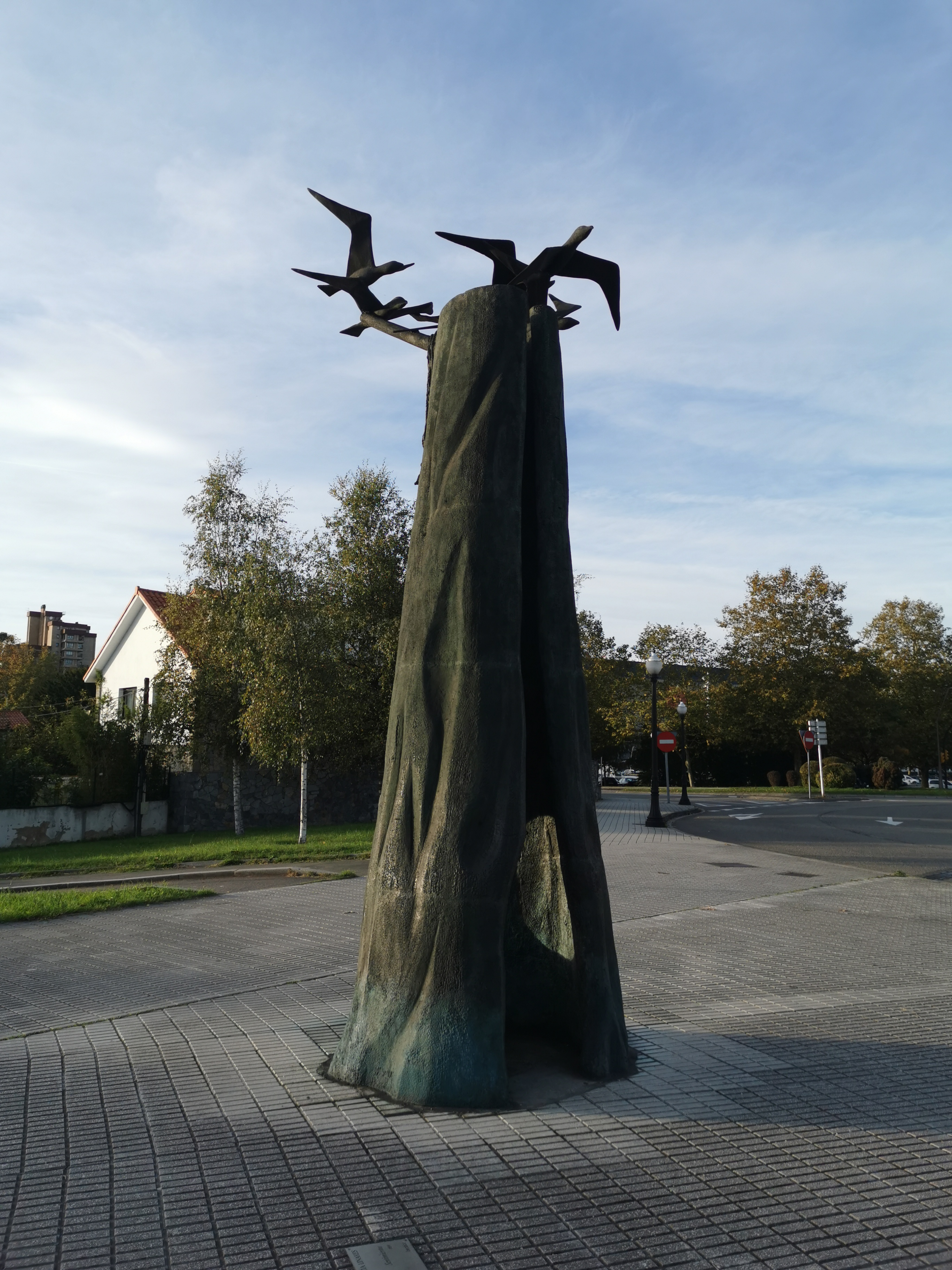
Escultura Sentimientos de Manuel García Linares (1999)
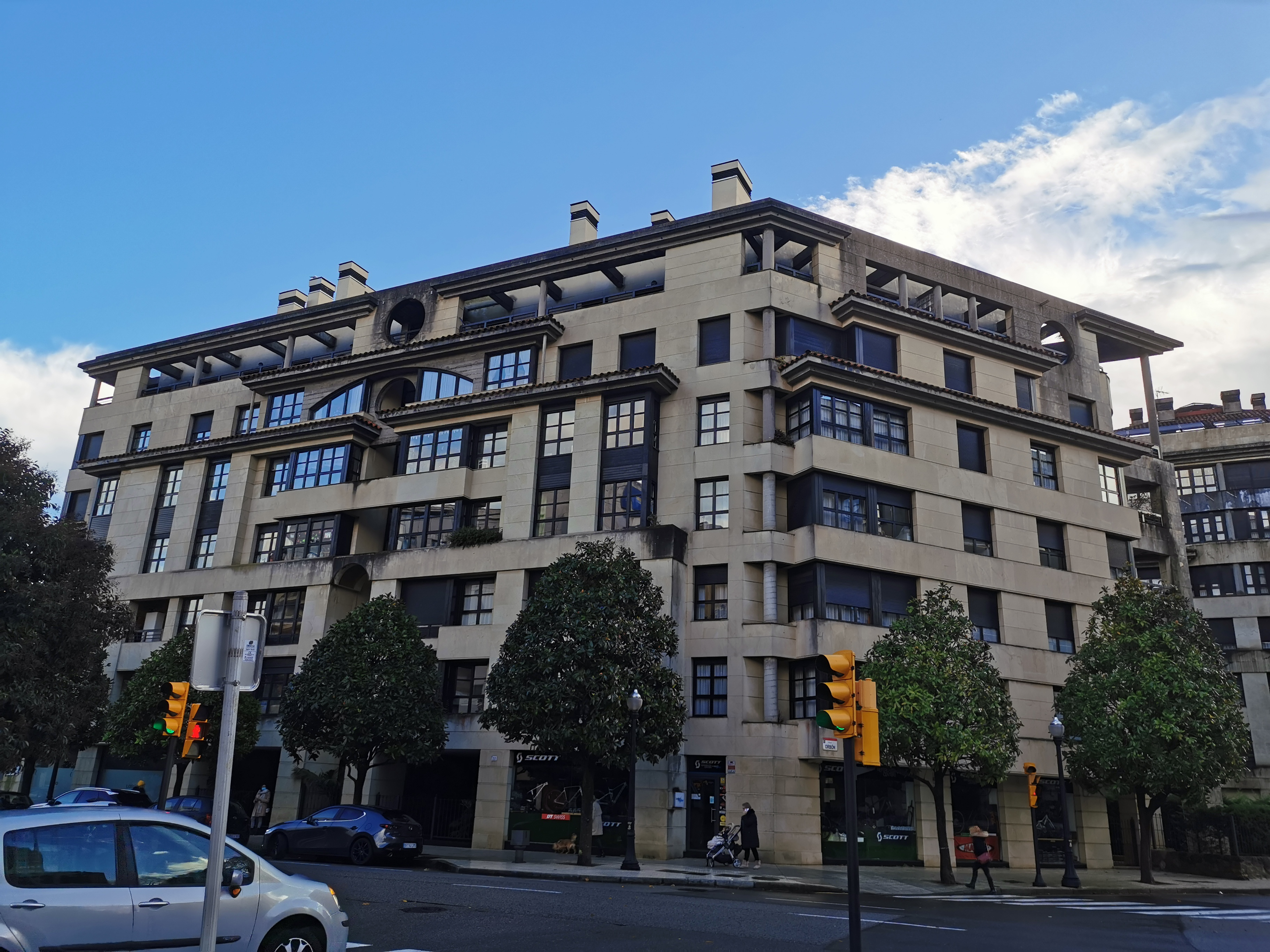
Edificio residencial